# Gullhaug
Gullhaug is een plaats in de Noorse gemeente Holmestrand, provincie Vestfold. Gullhaug telt 1860 inwoners (2007) en heeft een oppervlakte van 1,29 km². Tot 1964 was het dorp deel van de gemeente Botne, die in dat jaar werd samengevoegd met Holmestrand.